# Cyclosa monteverde
Cyclosa monteverde là một loài nhện trong họ Araneidae.
Loài này thuộc chi Cyclosa. Cyclosa monteverde được Herbert Walter Levi miêu tả năm 1999.